# A-segment

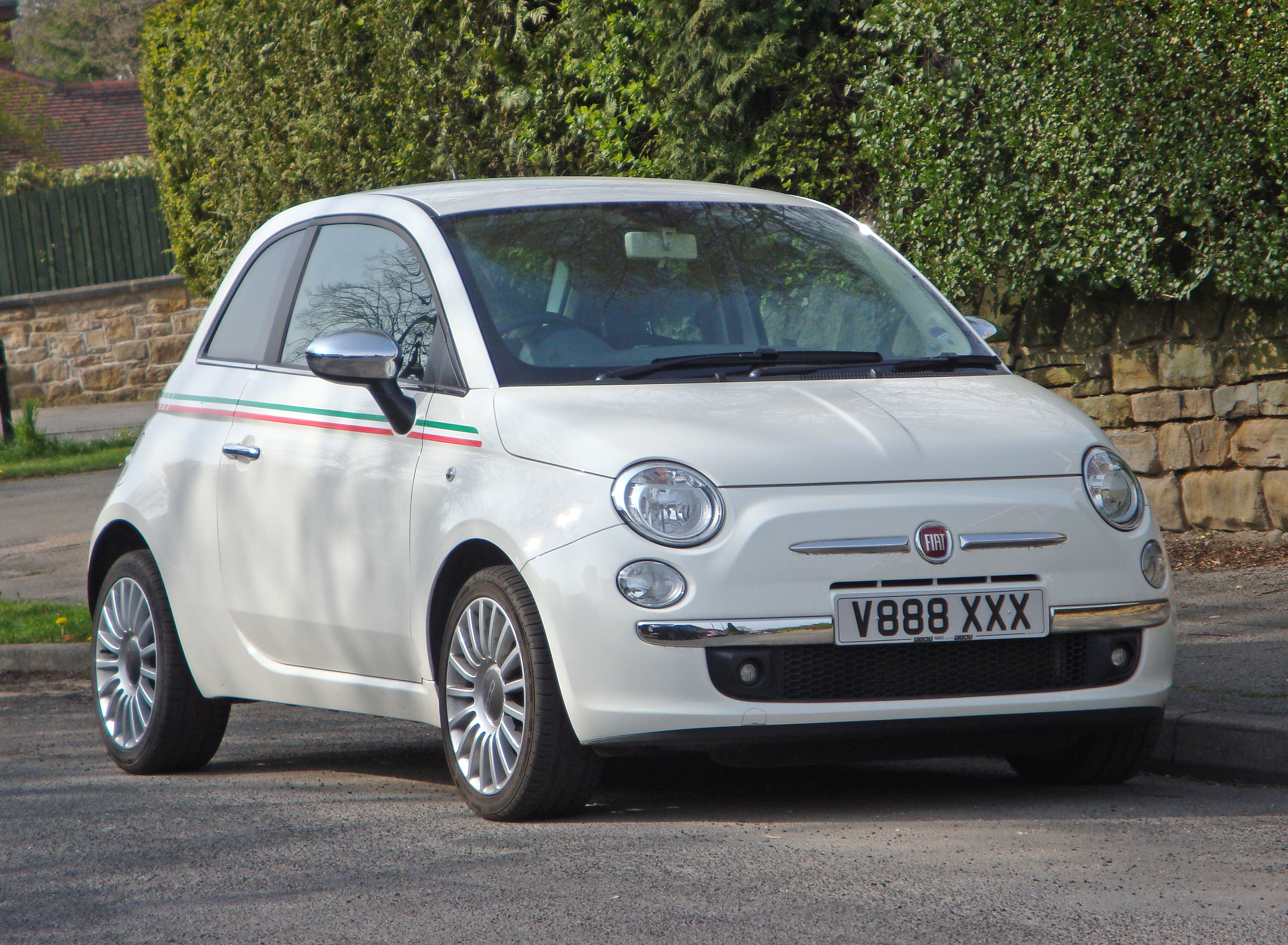
Fiat 500 är en dominerade modell inom A-segmentet.

A-segment (eller Stadsbil) är en fordonsklassificering definierad av Europeiska kommissionen som det första segmentet inom europeisk fordonsklassificering som efterföljs av B-segmentet. Segmentet stod för 8 procent av försäljningssiffrorna av bilar i Europa år 2017.[källa behövs]